# Зернівська сільська рада (Красногвардійський район)
Зерні́вська сільська́ ра́да — адміністративно-територіальна одиниця та орган місцевого самоврядування у Красногвардійському районі Автономної Республіки Крим. Адміністративний центр — село Зернове.

## Загальні відомості
- Населення ради: 1 733 особи (станом на 2001 рік)

## Населені пункти
Сільській раді були підпорядковані населені пункти:
- с. Зернове
- с. Новокатеринівка

## Склад ради
Рада складалася з 16 депутатів та голови.
- Голова ради: Халілов Сейран Наріманович
- Секретар ради: Перфілова Лариса Остапівна

### Керівний склад попередніх скликань
| Прізвище, ім'я, по батькові | Основні відомості                                                                       | Дата обрання | Дата звільнення |
| --------------------------- | --------------------------------------------------------------------------------------- | ------------ | --------------- |
| Халілов Сейран Нариманович  | Сільський голова, 1973 року народження, безпартійний                                    | 26.03.2006   | 31.10.2010      |
| Халілов Сейран Наріманович  | Сільський голова, 1973 року народження, освіта середня спеціальна, член Партії регіонів | 31.10.2010   |                 |

Примітка: таблиця складена за даними сайту Верховної Ради України

### Депутати
За результатами місцевих виборів 2010 року депутатами ради стали:

#### За суб'єктами висування
| Суб'єкт висування | Кількість обраних депутатів | %   |
| ----------------- | --------------------------- | --- |
| Самовисування     | 16                          | 100 |

#### За округами
| № округу | Прізвище, ім'я, по батькові     | Дата визнання обраним | Освіта  | Партійна приналежність                       | Відомості про обраного депутата              |
| -------- | ------------------------------- | --------------------- | ------- | -------------------------------------------- | -------------------------------------------- |
| 1        | Чершашенцева Юлія Павлівна      | 03.11.2010            | середня | член Партії регіонів                         | Зернівська сільськарада, землерадник         |
| 2        | Курач Людмила Рафкаївна         | 03.11.2010            | середня | член Партії регіонів                         | Зернівська сільська рада, прибиральниця      |
| 3        | Адамець Олена Василівна         | 03.11.2010            | вища    | член Партії регіонів                         | ВСБА, завідувачка                            |
| 4        | Конюхова Олена Володимирівна    | 03.11.2010            | середня | позапартійна                                 | Зернівська сільська рада, головний бухгалтер |
| 5        | Наицев Володимир В'ячеславович  | 03.11.2010            | середня | член Партії регіонів                         | ООО" СвітанокАгро", механізатор              |
| 6        | Перфілова Раїса Остапівна       | 03.11.2010            | вища    | член Партії регіонів                         | Зернівська сільська рада, секретар           |
| 7        | Каршацька Ельвіра Латефівна     | 03.11.2010            | середня | член Партії регіонів                         | Зернівська сільська рада, касир              |
| 8        | Кузнєцов Олексій Сергійович     | 03.11.2010            | вища    | член Партії «Русько-Український Союз» (РУСЬ) | будинок культури, директор                   |
| 9        | Прокопчук Ольга Сергіївна       | 03.11.2010            | вища    | член Партії регіонів                         | тимчасово не працює                          |
| 10       | Усеінова Земфера Сеід Усманівна | 03.11.2010            | вища    | позапартійна                                 | Зернівська загальноосвітня школа, вчитель    |
| 11       | Єрохіна Віра Олександрівна      | 03.11.2010            | середня | позапартійна                                 | СГР «Борис-Агро», завідувач складом          |
| 12       | Мухтаремов Тімур Бакірович      | 03.11.2010            | вища    | член Партії регіонів                         | ЧП" Урбах", водій                            |
| 13       | Настіч Олена Петрівна           | 03.11.2010            | вища    | член Партії регіонів                         | Зернівська загальноосвітня школа, вчитель    |
| 14       | Абляшитова Едіє Нузурівна       | 03.11.2010            | середня | позапартійна                                 | ВСБА, соц.працівник                          |
| 15       | Умерова Ремзіє Адитасанова      | 03.11.2010            | середня | позапартійна                                 | Укрпошта, листоноша                          |
| 16       | Бекірова Леніє Сеітшенівна      | 03.11.2010            | середня | позапартійна                                 | тимчасово не працює                          |